# Afizzionados
Afizzionados fue un canal de televisión por suscripción mexicano deportivo perteneciente a la empresa de telecomunicaciones izzi. Se encontraba operado por Televisa Internacional y su contenido fue producido por TUDN.
Se destacó por emitir los partidos de los Tigres, Atlas y Guadalajara como local, también en algunas ocasiones, partidos de Liga MX.

## Historia
En julio de 2018, el Grupo Televisa lanzó el canal Afizzionados con la intención de enfocarlo exclusivamente al deporte, como parte estratégica para la promoción de su filial Izzi. Como principal atractivo del canal, a partir del Apertura 2018, de la Liga BBVA, los partidos como local de los Tigres, estarían de manera exclusiva. Para el torneo Guard1anes 2020, el canal consiguió los derechos de emisión de los juegos de local de los clubes Atlas y Chivas, teniendo la mayorías de los partidos de estos clubes de forma exclusiva para esta señal.
El 24 de septiembre de 2020, anunciaron que transmitirían partidos de la NFL, transmitiendo un partido en exclusiva los domingos a las 12:00. El anuncio se hace semanas después de que TV Azteca no renovara contrato con NFL para transmitir Ritual NFL (donde transmitían los partidos dominicales de mediodía), días después se dio el anuncio de que este concepto pasa a canal Nu9ve bajo el nombre de "Blitz TUDN".
Actualmente, y como medida para evitar retransmisiones ilegales, al momento de sintonizar este canal, se muestra en pantalla el Número de Cliente, un mensaje que cambia de posición con el paso de los minutos. Su propósito sirve para localizar a las personas responsables de redistribuir la emisión de Afizzionados y ser sancionados.
Afizzionados cesó sus transmisiones el 30 de abril de 2024, luego de que la empresa ordenara un proceso de reestructuración, sumada a la baja rentabilidad, reducción de su programación y la posterior migración de su contenido deportivo a ViX.

## Eventos que transmitió
Afizzionados ofreció los partidos de los Tigres, Atlas y Guadalajara como local, en exclusiva, y algunos otros encuentros atractivos de visitantes (partidos a la par con TUDN). Así como los partidos en Copa MX, del grupo donde esté compitiendo, e independiente de su participación, transmitió los cuartos de final, las semifinales y la gran final. Por otro lado, también, en conjunto a VIX, llevaron los encuentros de Tigres Femenil.
A partir de la temporada 2020 transmitieron partidos en exclusiva de la NFL.
- Liga BBVA
- Partidos de Tigres a lo largo de su historia en primera división
- Liga BBVA Femenil
- Copa MX
- NFL

## Disponibilidad
Afizzionados estuvo disponible en más de 60 ciudades en México, en las que Izzi tiene cobertura, a través de izzitv XP y la aplicación móvil Izzi Go. A partir de junio de 2019 también estuvo disponible en Blim, al igual que todos sus canales hermanos de Televisa, y en 2022 a la plataforma VIX+.
El canal también estuvo disponible en Axtel TV hasta la venta de dicho servicio a Televisa y Megacable. A partir de julio de 2020, el canal también se ofreció a través del sistema satelital Sky, y aunque se dejó de ofrecer de forma temporal, para el segundo semestre de 2022, volvió a ofrecerse en este servicio.